# 埃爾克哈特 (伊利諾伊州)
埃爾克哈特（英語：Elkhart）是位於美國伊利諾伊州洛根縣的一個村落。

## 地理
埃爾克哈特的座標為40°01′14″N 89°29′01″W / 40.02056°N 89.48361°W，而該地最高點為海拔高度182米（即597英尺）。

## 人口
根據2010年美國人口普查的數據，埃爾克哈特的面積為3.79平方千米，當中陸地面積為3.76平方千米，而水域面積為0.03平方千米。當地共有人口405人，而人口密度為每平方千米106人。